# Aha
Aha (nom d'Horus: Horus-Aha; nom de Nebti: Aha; nom de Nesut-Biti: Iti, Men, Meni, Teti; nom grec donat per Manethó: Athothis) fou el segon faraó de la primera dinastia d'Egipte, que va governar vers el 3100 aC per un període, segons les fonts, d'entre 23 i 30 anys.
Se suposa que fou fill i successor de Narmer i de la princesa Neithhotep. El seu nom volia dir 'Falcó lluitador'. Segons la pedra de Palerm, va comerciar amb les ciutats fenícies, va dirigir una expedició a Núbiai va rebre tributs de les tribus líbies (ancestres dels amazics, que vivien a l'oest del país).
Va tenir com a dones: Berenib i Khenthap, i segurament d'altres. Els seus suposats fills foren Djer (el successor), Het, Rekhit i Saiset.
Altres transcripcions del seu nom: Horaha, Ity, Mena, Min.